# Deloris Frimpong Manso
Deloris Frimpong Manso, thường được gọi là "Trì hoãn", là một doanh nhân, người dẫn chương trình truyền hình và đài phát thanh, nhà sản xuất, diễn giả công cộng và người cổ động cho quyền phụ nữ ở Ghana. Cô bắt đầu sự nghiệp phát thanh của mình với tư cách là Người dẫn chương trình với Life FM tại Nkawkaw ở khu vực phía Đông Ghana vào năm 17 tuổi vào năm 1999. Sự chậm trễ sau đó chuyển đến Đài phát thanh hàng đầu vào năm 2005 tại thủ đô Accra nơi cô làm việc cho đến năm 2007  tiếp quản chương trình vào giữa buổi sáng trên đài đó. Sau đó, cô được thuê bởi FM FM mới thành lập năm 2007, cô ở lại đây đến năm 2016.
Trong khi cô đang làm việc với Oman FM, Delay đã bắt đầu chương trình truyền hình của riêng mình, Delay Show năm 2008 trên TV3. Năm 2011, cô đã viết và sản xuất bộ phim truyền hình gia đình, Afia Schwarzenegger. Công ty sản xuất truyền hình của cô, Maxgringo Productions đã giới thiệu một bộ phim truyền hình khác ''Cocoa Brown'', một câu chuyện dựa trên cuộc sống thực của chính cô.

## Vinh danh
Năm 2018, Delay đã nhận được Giải thưởng Trao quyền cho Phụ nữ tại Giải thưởng 3G ở New York, để ghi nhận nữ quyền của cô và vô địch khóa học của phụ nữ trong xã hội. Cô cũng là người đầu tiên trong danh sách Pulse Gh gồm năm người nổi tiếng cần cù nhất nước này trong năm 2017. Năm 2019 cô được làm một trong những Đại sứ cho iYES tại phiên bản thứ năm của iYES ra mắt tại Accra.

## Diễn thuyết trước công chúng
Trì hoãn cũng đã được tham gia nói trước công chúng, thường chia sẻ kinh nghiệm cuộc sống của cô để khuyến khích phụ nữ và thanh niên phấn đấu để trở nên xuất sắc trong cuộc sống. Cô ấy là vào năm 2018 một trong những diễn giả chính tại hội nghị Hội nghị thượng đỉnh thanh niên quốc tế (iYES) năm 2018 được tổ chức tại Nhà hát quốc gia. Kể từ đó, Delay đã phát biểu tại một số sự kiện, bao gồm Hội nghị thượng đỉnh CEO nữ Lưu trữ ngày 23 tháng 3 năm 2019 tại Wayback Machine thứ 2 với tư cách là diễn giả chính. Đó là một sự kiện chứng kiến sự hội tụ của phụ nữ chiếm giữ nhiều vị trí khác nhau trong cuộc sống trên một nền tảng chia sẻ kinh nghiệm sống của họ để thúc đẩy người khác. Delay cũng sử dụng cuộc sống của mình như một Doanh nhân, sở hữu một công ty sản xuất Delay Mackerel và Sardines để thúc đẩy thanh niên và phụ nữ tin tưởng vào bản thân và phấn đấu thành lập doanh nghiệp của riêng họ.